# Ben Storey
Ben Storey (1º aprile 1974) è un canottiere canadese.

## Palmarès
- Campionati del mondo di canottaggio

Motherwell 1996 - bronzo nell'otto pesi leggeri;
Aiguebelette 1997 - bronzo nell'otto pesi leggeri;
Zagabria 2000 - oro nel due senz pesi leggeri.